# 名岐駅伝
名岐駅伝（めいぎえきでん）は、2月の上旬に岐阜・名古屋間で行われる、男子一般の部と男子高校の部による駅伝である。愛知・岐阜・三重・長野・石川・福井から一定レベル以上の実業団・高校が集まる。
1930年（昭和5年）からほぼ毎年開催されており（1944年 - 1947年、1966年 - 1977年は未開催）、中部地区最古の駅伝にして最大の規模を誇る駅伝である。大会当日の深夜にCBCテレビで録画テレビ中継される。ただし最近はテレビ中継が行われていない。
なお、2013年5月に2014年大会からの休止が決まった。

## 区間
2007年大会より一般第二区と第三区、高校第一区と第二区のコースを見直し全体の距離を削減した。
- 一般男子の部　6区間52.6キロ
  - 第一区　大垣城ホール前 - 岐阜県庁前　12.4キロ
  - 第二区　岐阜県庁前 - 中日新聞岐阜支社前　7.3キロ
  - 第三区　中日新聞岐阜支社前 - 笠松大洋電機前　6.0キロ
  - 第四区　笠松大洋電機前 - 一宮中日新聞支局前　9.8キロ
  - 第五区　一宮中日新聞支局前 - 稲沢下津交番前　6.2キロ
  - 第六区　稲沢下津交番前 - 中日新聞社前　10.9キロ

- 高校男子の部　6区間40.2キロ
  - 第一区　岐阜県庁前 - 中日新聞岐阜支社前　7.3キロ
  - 第二区　中日新聞岐阜支社前 - 笠松大洋電機前　6.0キロ
  - 第三区　笠松大洋電機前 - 一宮中日新聞支局前　9.8キロ
  - 第四区　一宮中日新聞支局前 - 稲沢下津交番前　6.2キロ
  - 第五区　稲沢下津交番前 - トヨタ自動車清洲研修センター前　4.3キロ
  - 第六区　トヨタ自動車清洲研修センター前 - 中日新聞社前　6.6キロ

## 参加資格
- 一般男子の部では、前年の名岐駅伝の中で一定以上の順位で出場権を獲得チームに加えて、出場権を獲得していないチームのうち中山道東濃駅伝の上位6チームと東海学生駅伝の上位3チーム、駅伝カーニバルの上位6チームから選出される。

- 高校男子の部では、全国高校駅伝の県予選会の順位によって選出され、愛知・岐阜のチームに限って駅伝カーニバルで上位8チームが出場権を獲得できる。

## 近年の優勝チーム
- 2000年以降の優勝チームを掲載

| 開催年             | 一般の部     | 高校の部         |
| ------------------ | ------------ | ---------------- |
| 2000年（平成12年） | トヨタ自動車 | 土岐商業高等学校 |
| 2001年（平成13年） | アラコ       | 土岐商業高等学校 |
| 2002年（平成14年） | トヨタ自動車 | 豊川工業高等学校 |
| 2003年（平成15年） | アラコ       | 豊川工業高等学校 |
| 2004年（平成16年） | トヨタ自動車 | 愛知高等学校     |
| 2005年（平成17年） | トヨタ紡織   | 上野工業高等学校 |
| 2006年（平成18年） | トヨタ紡織   | 豊川工業高等学校 |
| 2007年（平成19年） | スズキ       | 豊川工業高等学校 |
| 2008年（平成20年） | トヨタ紡織   | 豊川工業高等学校 |
| 2009年（平成21年） | トヨタ自動車 | 上野工業高等学校 |
| 2010年（平成22年） | トヨタ自動車 | 上野工業高等学校 |
| 2011年（平成23年） | トヨタ自動車 | 上野工業高等学校 |

## 問題点
- 当大会の開催日は必ずと言っていいほど別府大分毎日マラソンの開催日と重複してしまうため、全国規模であるはずの別大マラソンに中部地方（山梨・新潟など中日新聞の非販売エリアは除く）の実業団の選手が送りこめない、という弊害ももたらしている。ちなみに開催翌日の中日スポーツは主催者ということもあり当駅伝の結果を見開き2頁で伝えているが、別大マラソンについては大記録などが出ない限りベタ記事同然に扱っている。
- 2011年は1978年の大会再開以来初となる1月開催（1月30日）となり、別府大分毎日マラソンとは開催日が重ならなくなった。その代わり同日には大阪国際女子マラソンが行われている。